# 马娅·哈里斯
马娅·拉克什米·哈里斯（英語：Maya Lakshmi Harris，1967年1月30日—）是一名美國律師、公共政策倡導者和作家。她是希拉里·克林顿2016年總統競選活動中三名高級政策顧問之一，並擔任其姊姊賀錦麗2020年總統競選活動的主席。
哈里斯出生於伊利諾伊州厄巴納-香檳，曾就讀於加利福尼亞州奧克蘭的主教奧多德高中，隨後在加州大學柏克萊分校和史丹佛大學完成學業。她曾在政策連結組織、美國公民自由聯盟以及美國進步中心任職。

## 個人生活

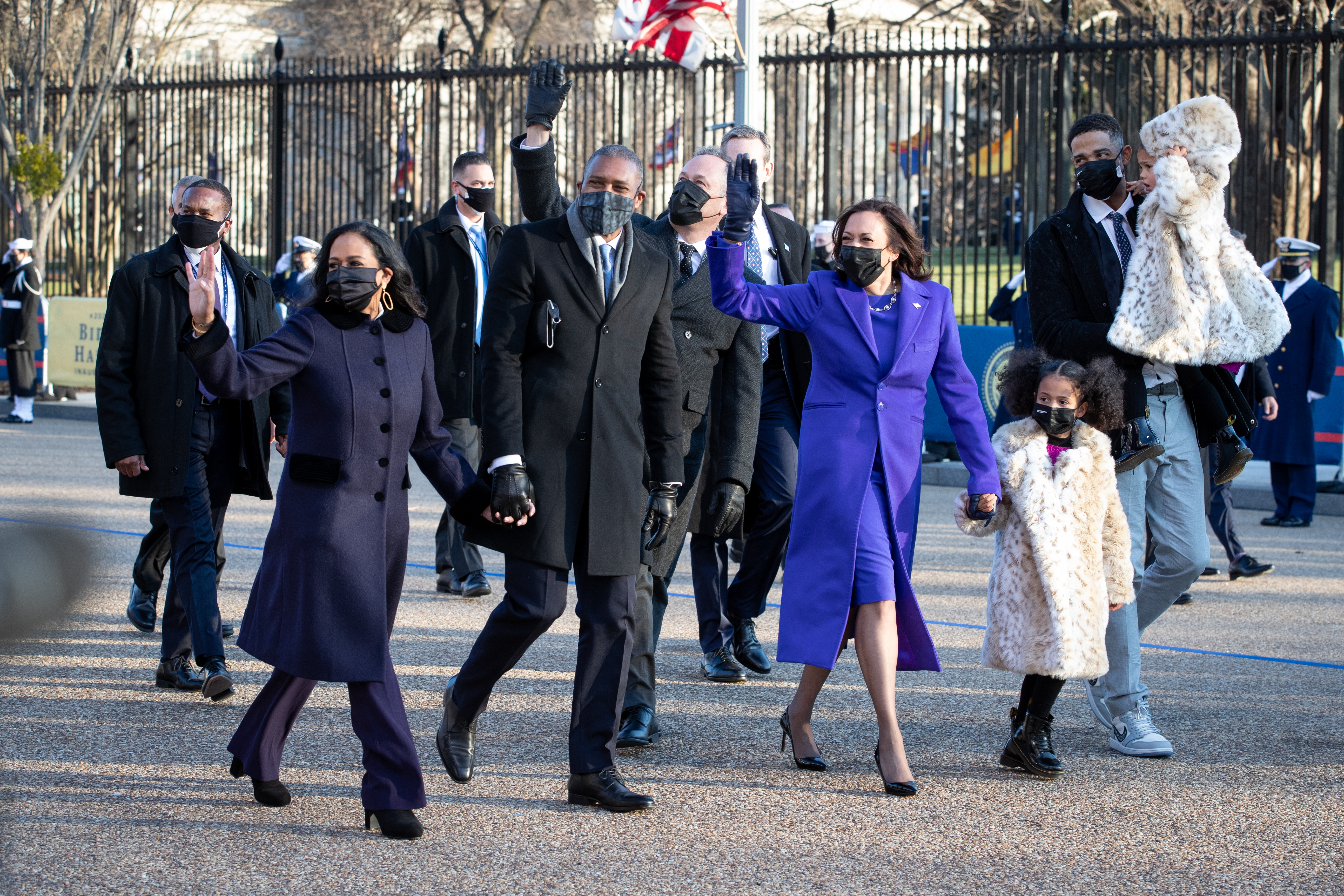
2021年1月20日，副總統賀錦麗和家人步行前往賓夕法尼亞大道上的白宮。

哈里斯並未公開透露她在1984年生下孩子的父親的身份，但她直到畢業後才開始戀愛關係。她的女兒米娜·哈里斯於2006年從史丹佛大學畢業，並於2012年從哈佛法學院畢業。她的姊姊賀錦麗是前任美國副總統以及2024年民主黨總統候選人。

## 外部連結
- C-SPAN內的頁面（英文）
- 马娅·哈里斯在互联网电影资料库（IMDb）上的資料（英文）